# A Girls' Getaway
A Girls' Getaway is een Belgische Engelstalige pornofilm van Kaat Bollen en KG Disanto uit 2017.

## Historiek
De opnames van de film vonden plaats in een landhuis op het Engelse platteland in de omgeving van Manchester. De hoofdrollen in de film werden gespeeld door Stella Cox, Lucia Love, Lola Marie, Ella Hughes, Kai Taylor, Sam Bourne en Luke Hotrod. Het verhaal van de film gaat over vier vriendinnen die een weekendje samen doorbrengen in het statige landhuis. De film ging in première op valentijnsdag 2017. Het was de eerste Vlaamse pornofilm gemaakt voor vrouwen.